# Bisdom Osnabrück
Het bisdom Osnabrück (Duits: Bistum Osnabrück; Latijn: Dioecesis Osnabrugensis) is een rooms-katholiek bisdom in Duitsland. Het huidige bisdom omvat delen van de deelstaten Neder-Saksen en Bremen. Oorspronkelijk omvatte het bisdom, dat in 780 gesticht zou zijn door Karel de Grote ook het in de provincie Groningen gelegen Westerwolde. Het was steeds een suffragaanbisdom van het aartsbisdom Keulen, maar bij de stichting van het nieuwe aartsbisdom Hamburg werd Osnabrück onder Hamburg gesteld. Kathedraal van het bisdom is de Dom van Osnabrück.
Franz-Josef Bode was bisschop van november 1995 tot zijn voortijdig aftreden in maart 2023.

## Bijzondere situatie 1543-1802

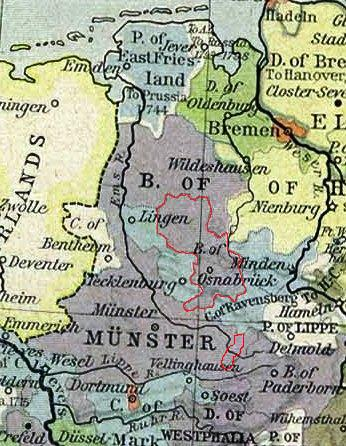
Kaart van het wereldlijke bisdom Osnabrück in 1786

Op bovenstaand kaartje is het wereldlijke machtsgebied van het Bisdom Osnabrück weergegeven in paars met een dun oranje lijntje eromheen.
Toen in 1543 de Reformatie tot het gebied doordrong, bekeerde de toenmalige bisschop zich, tenminste tijdelijk, tot het lutheranisme. Bij gebrek aan duidelijke leiding werd het principe van de in 1555 gesloten Godsdienstvrede van Augsburg (cuius regio, eius religio) niet toegepast. Iedere parochie besliste zelf, of er rooms-katholieke of lutherse erediensten zouden worden gehouden. Dat leidde tot merkwaardige en unieke toestanden; zo kwam het voor, dat kerkdiensten elementen van beide geloofsrichtingen bevatten. Pas in 1623, toen tijdens de Dertigjarige Oorlog het gebied door katholiek gezinde troepen was veroverd, zette de Contra-Reformatie door en werd het bisdom weer "echt" katholiek. Maar  het aantal protestanten was groot. Als uitvloeisel van de Vrede van Münster werd in 1650 een unieke regeling voor dit bisdom ingevoerd. Beurtelings zou het bisdom kerkelijk protestants en katholiek zijn. Wanneer een lutherse bisschop regeerde, vielen de katholieken kerkelijk onder het bisdom Münster. Deze regeling bleef tot 1802 van kracht.